# Raging Bull (achtbaan)

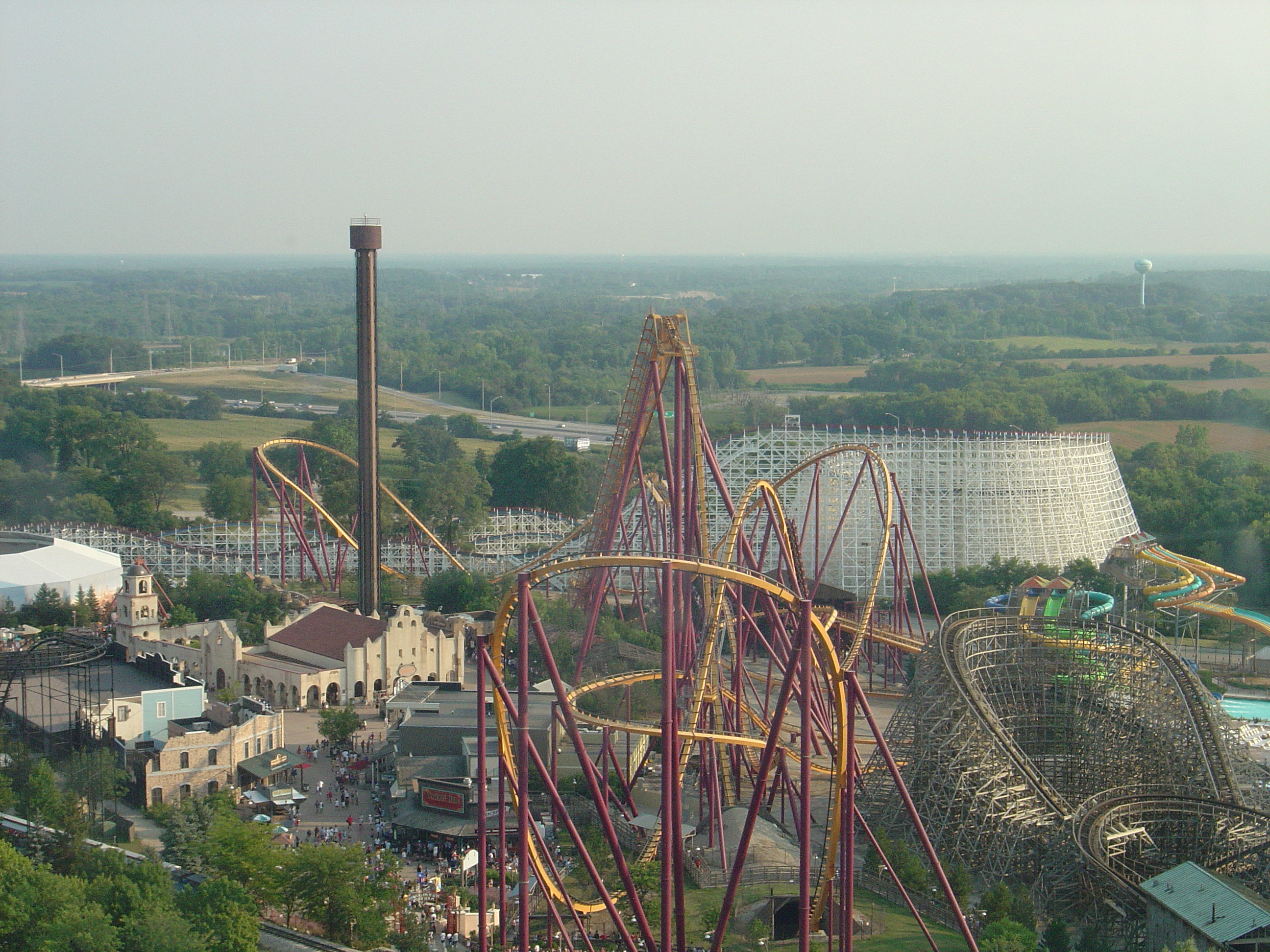
Een volledige kijk op de Raging Bull

Raging Bull is een stalen achtbaan in Six Flags Great America. De achtbaan is gebouwd in 1999 door Bolliger & Mabillard. Raging Bull heeft een 63 meter hoge val en een topsnelheid van 117 km/u. Raging Bull is een van de populairste achtbanen in Six Flags Great America. De Raging Bull was de eerste Mega Coaster in Noord-Amerika. Alleen Fujiyama in Fuji-Q Highland (Japan) was eerder gebouwd. De Raging Bull is de snelste, langste en grootste achtbaan van het park. Achtbaanexperts beweren dat als je achter in de achtbaan zit, de ritervaring wordt verhoogd. Raging Bull kreeg in 2008 een nieuwe verflaag.